# Acanthoscurria xinguensis
Acanthoscurria xinguensis là một loài nhện trong họ Theraphosidae.
Loài này thuộc chi Acanthoscurria. Acanthoscurria xinguensis được miêu tả năm 1960 bởi Timotheo.